# I crudeli
I crudeli è un film del 1967 diretto da Sergio Corbucci.

## Trama
Il colonnello Jonas e i suoi figli escogitano un sistema per derubare chiunque incontrino e per trasportare il bottino. Ma una giovane donna, alla quale il colonnello ha chiesto di fare la parte della vedova, sventa i loro piani e fa in modo che tutta la famiglia Jonas venga sterminata.

## Curiosità
- Il tema conduttore del film, composto da Ennio Morricone, a partire dal 1972 venne utilizzato da Luciano Emmer come tema di apertura della serie pubblicitaria Gli incontentabili per gli elettrodomestici Ignis a Carosello.[2]